# XXX Premis Goya
La XXX edició dels Premis Goya (formalment en castellà Premios Anuales de la Academia "Goya") va tenir lloc al Centre de Congressos Príncep Felip de l'Hotel Auditorium de la ciutat de Madrid (Espanya) el 6 de febrer de 2016. La cerimònia va ser presentada, per segon cop, pel monologuista i actor Dani Rovira.
La pel·lícula més nominada de la nit fou La novia de Paula Ortiz Álvarez amb 12 nominacions, si bé únicament aconseguí dos premis menors. Les guanyadores de la nit foren Truman de Cesc Gay que aconseguí sis premis en totes les nominacions a les que aspirava, entre ells millor pel·lícula, director, actor principal i secundari i guió original; seguida de Ningú no vol la nit d'Isabel Coixet, que aconseguí quatre premis de 9 nominacions, tots ells premis tècnics.

## Nominats i guanyadors
| Millor pel·lícula | Millor director |
| --- | --- |
| - Truman - A cambio de nada - La novia - Ningú no vol la nit - Un dia perfecte | - Cesc Gay per Truman - Paula Ortiz Álvarez per La novia - Isabel Coixet per Ningú no vol la nit - Fernando León de Aranoa per Un dia perfecte                                                                                     |
| Millor actor | Millor actriu |
| - Ricardo Darín per Truman - Pedro Casablanc per B, la película - Luis Tosar per El desconocido - Asier Etxeandia per La novia | - Natalia de Molina per Techo y comida - Inma Cuesta per La novia - Penélope Cruz per Ma ma - Juliette Binoche per Ningú no vol la nit                                                                                             |
| Millor actor secundari | Millor actriu secundària |
| - Javier Cámara per Truman - Felipe García Vélez per A cambio de nada - Manolo Solo per B, la película - Tim Robbins per Un dia perfecte | - Luisa Gavasa per La novia - Elvira Mínguez per El desconocido - Marian Álvarez per Felices 140 - Nora Navas per Felices 140 |
| Millor guió original | Millor guió adaptat |
| - Cesc Gay i Tomàs Aragay per Truman - Daniel Guzmán per A cambio de nada - Alberto Marini per El desconocido - Borja Cobeaga per Negociador | - Fernando León de Aranoa per Un dia perfecte - David Ilundain per B, la película - Agustí Villaronga per El Rey de La Habana - Javier García Arredondo i Paula Ortiz Álvarez per La novia                                         |
| Millor director novell | Millor direcció de producció |
| - Daniel Guzmán per A cambio de nada - Dani de la Torre per El desconocido - Leticia Dolera per Requisitos para ser una persona normal - Juan Miguel del Castillo per Techo y comida | - Andrés Santana i Marta Miró per Ningú no vol la nit - Carla Pérez de Albéniz per El desconocido - Toni Novella per Palmeras en la nieve - Luis Fernández Lago per Un dia perfecte                                                |
| Millor actor revelació | Millor actriu revelació |
| - Miguel Herrán per A cambio de nada - Manuel Burque per Requisitos para ser una persona normal - Fernando Colomo per Isla bonita - Álex García per La novia | - Irene Escolar per Un otoño sin Berlín - Antonia Guzmán per A cambio de nada - Iraia Elias per Amama - Yordanka Ariosa per El Rey de La Habana                                                                                    |
| Millor pel·lícula estrangera de parla hispana | Millor pel·lícula europea |
| - El Clan de Pablo Trapero ( Argentina) - La once de Maite Alberdi ( Xile) - Magallanes de Salvador del Solar ( Perú) - Vestido de novia de Marilyn Solaya ( Cuba) | - Mustang de Deniz Gamze Ergüven ( França) - Sur le chemin de l'école de Pascal Plisson ( França) - Leviatan d'Andrei Zviàguintsev ( Rússia) - Macbeth de Justin Kurzel ( Regne Unit)                                              |
| Millor fotografia | Millor muntatge |
| - Miguel Ángel Amoedo per La novia - Josep Maria Civit i Fons per El Rey de La Habana - Jean-Claude Larrieu per Ningú no vol la nit - Álex Catalán per Un dia perfecte | - Jorge Coira per El desconocido - David Gallart per Requisitos para ser una persona normal - Pablo Barbieri per Truman - Nacho Ruiz Capillas per Un dia perfecte                                                                  |
| Millor direcció artística | Millor vestuari |
| - Antón Laguna per Palmeras en la nieve - Jesús Bosqued Maté i Pilar Quintana per La novia - Biaffra i José Luis Arrizabalaga per Mi gran noche - Alain Bainée per Ningú no vol la nit | - Clara Bilbao per Ningú no vol la nit - Paola Torres per Mi gran noche - Loles García Galeán per Palmeras en la nieve - Fernando García per Un dia perfecte                                                                       |
| Millor so | Millor música original |
| - David Machado, Jaime Fernández i Nacho Arenas per El desconocido - Marc Orts, Oriol Tarragó i Sergio Bürmann per Anacleto, agente secreto - Clemens Grulich, César Molina i Nacho Arenas per La novia - David Rodríguez, Nicolás de Poulpiquet i Sergio Bürmann per Mi gran noche                         | - Lucas Vidal per Ningú no vol la nit - Santi Vega per El teatro del más allà - Shigeru Umebayashi per La novia - Alberto Iglesias per Ma ma                                                                                       |
| Millor maquillatge i perruqueria | Millors efectes especials |
| - Pablo Perona, Paco Rodríguez i Sylvie Imbert per Ningú no vol la nit - Esther Guillem i Pilar Guillem per La novia - Ana Lozano, Fito Dellibarda i Massimo Gattabrusi per Ma ma - Alicia López, Karmele Soler, Manolo García i Pedro de Diego per Palmeras en la nieve                                    | - Lluís Castells i Lluis Rivera per Anacleto, agente secreto - Isidro Jiménez i Pau Costa per El desconocido - Curro Muñoz i Juan Ramón Molina per Mi gran noche - Curro Muñoz i Reyes Abades per Tiempo sin aire                  |
| Millor cançó original | Millor curt de ficció |
| - Lucas Vidal i Pablo Alborán per Palmeras en la nieve ("Palmeras en la nieve") - Luis Ivars per Matar el tiempo ("Cómo me mata el tiempo") - Antonio Meliveo per El país del miedo ("So Far and Yet So Close") - Daniel Quiñones Perulero i Miguel Caravante Manzano per Techo y comida ("Techo y comida") | - El corredor de José Luis Montesinos - Cordelias de Gracia Querejeta - El Trueno Rojo d'Álvaro Ron - Inside the Box de David Martín-Porras - Os meninos do rio de Javier Macipe                                                   |
| Millor pel·lícula d'animació | Millor curt d'animació |
| - Atrapa la bandera d'Enrique Gato - Meñique y el espejo mágico d'Ernesto Padrón Blanco - Noche ¿de Paz? Holy Night! de Juan Galiñanes - Yoko eta lagunak de Juanjo Elordi i Rishat Gilmetdinov | - Alike de Daniel Martínez Lara i Rafael Cano Méndez - Honorio. Dos minutos de sol de Francisca Ramírez Villaverde i Francisco Gisbert Picó - La noche del océano de María Lorenzo Hernández - Víctimas de Guernica de Ferrán Caum |
| Millor documental | Millor curt documental |
| - Sueños de sal d'Alfredo Navarro - Chicas nuevas 24 horas de Mabel Lozano - I Am Your Father de Toni Bestard i Marcos Cabotá - The Propaganda Game d'Álvaro Longoria | - Hijos de la Tierra d'Álex O'Mill i Patxi Uriz Domezáin - Regreso a la Alcarria de Tomás Cimadevilla - Ventanas de Pilar García Elegido - Viento de atunes d'Alfonso O'Donnell                                                    |
| Goya d'Honor | |
| Mariano Ozores (director) | |